# Othmar Plöckinger
Othmar Plöckinger (* 28. August 1965 in Schärding) ist ein österreichischer Historiker und Gymnasiallehrer.

## Leben
Plöckinger studierte Germanistik, Mathematik und Geschichte an der Universität Salzburg. 1999 wurde er mit einer Arbeit über die Wahlkämpfe Hitlers im Jahr 1932 promoviert. Als Historiker beschäftigt er sich vornehmlich mit Hitlers Buch Mein Kampf und mit der
Frühgeschichte des Nationalsozialismus. Hauptberuflich ist er Lehrer am Abendgymnasium Salzburg.
Plöckinger war Mitglied des Herausgeberteams der kritischen Edition von Hitlers „Mein Kampf“ am Münchener Institut für Zeitgeschichte; er hatte Lehraufträge an der Universität der Bundeswehr München und an der Universität Salzburg.

## Schriften
Monographien
- Unter Soldaten und Agitatoren. Hitlers prägende Jahre im deutschen Militär 1918–1920. Ferdinand Schöningh Verlag, Paderborn 2013, ISBN 978-3-506-77570-2.
- Geschichte eines Buches. Adolf Hitlers ‚Mein Kampf‘ 1922–1945. Oldenbourg Verlag, München 2006, ISBN 978-3-486-57956-7.
- Wirkung und Strategie der Reden Adolf Hitlers im Wahlkampf zu den Reichstagswahlen am 6. November 1932. Passagen-Verlag, Wien 1999, ISBN 978-3-85165-398-4.

Herausgeber
- Sprache zwischen Politik, Ideologie und Geschichtsschreibung. Analysen historischer und aktueller Übersetzungen von „Mein Kampf“. Franz Steiner Verlag, Stuttgart 2019, ISBN 978-3-515-12379-2.
- Quellen und Dokumente zur Geschichte von „Mein Kampf“ 1924–1945. Franz Steiner Verlag, Stuttgart 2016, ISBN 978-3-515-11164-5.
- Schlüsseldokumente zur internationalen Rezeption von „Mein Kampf“. Franz Steiner Verlag, Stuttgart 2016, ISBN 978-3-515-11501-8.